# Schackstedt
Schackstedt este o comună în Saxonia-Anhalt, Germania